# Teodoro Castamonite
Teodoro Castamonite (in greco Θεόδωρος Κασταμονίτης?; ... – 1193) era un aristocratico bizantino e l'onnipotente primo ministro per la maggior parte del primo regno di suo nipote, l'imperatore Isacco II Angelo.

## Biografia
La famiglia dei Castamoniti proveniva probabilmente da Kastamoní, in Paflagonia, ed era apparsa alla fine dell'XI secolo come uno dei clan aristocratici dell'Impero bizantino, i cui membri ricoprivano varie cariche civili e militari sotto gli imperatori Comneni. Teodoro era fratello di Eufrosina Castamonitissa, moglie di Andronico Ducas Angelo e madre degli imperatori Isacco II Angelo (regno 1185-1195, 1203-1204) e Alessio III Angelo (r. 1195-1203).
Quando Isacco II salì al trono, non poté contare sull'appoggio delle famiglie nobili, ambiziose e ribelli, e si rivolse alla burocrazia per ottenere sostegno. Subito dopo la sua ascesa al trono, Isacco II mise suo zio a capo dell'amministrazione finanziaria.
Sebbene soffrisse di gotta, tanto da dover essere trasportato su una lettiga, secondo il suo contemporaneo Niceta Coniata, Castamonite era un funzionario capace, soprattutto in materia fiscale, i mercanti pisani e genovesi, in particolare, si lamentavano perché da loro esigeva sempre il massimo dei dazi, ed era un oratore eloquente. Di conseguenza, Isacco lo promosse presto a logothetes ton sekreton, affidandogli la supervisione di tutti i ministeri civili. In effetti, Castamonite divenne il sovrano de facto dell'impero, in quanto gestiva tutti gli affari di governo e il nipote accondiscendeva sempre alle sue richieste. Sia i funzionari che i nobili dovevano stare al suo cospetto e mostrargli deferenza. La sua posizione era talmente elevata che Isacco gli permise di usare gli attributi imperiali, come il mantello militare color porpora e il coprisella color porpora, o di firmare con l'inchiostro speciale color porpora riservato all'imperatore. Fu il primo funzionario a essere chiamato megas logothetes ("Grande Logoteta"), in una crisobolla concessa ai genovesi da Isacco II nel 1192, un titolo che presto sostituì quello di logothetes ton sekreton.
Ciononostante, il 15 agosto 1193, durante la processione della Dormizione della Theotokos, Castamonite fu acclamato dalla folla come signore e imperatore; all'udire ciò, fu colpito da apoplessia e, sebbene si fosse brevemente ripreso, morì pochi giorni dopo. Gli successe come primo ministro dell'Impero Costantino Mesopotamita.